# Karl Oskar Blase

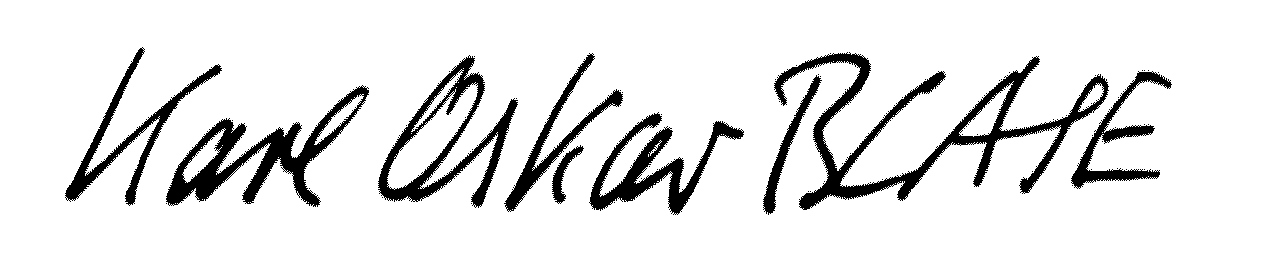
Unterschrift

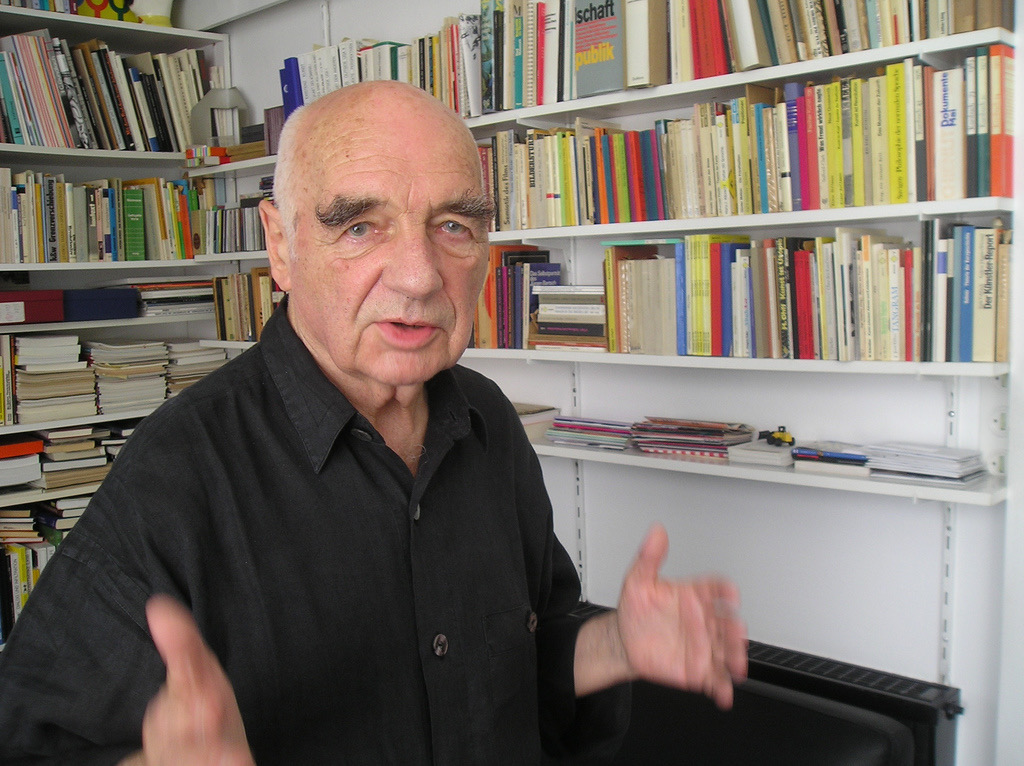
Karl Oskar Blase, Kassel, 2009, Photo: Gerrit Terstiege

 Karl Oskar Blase  (* 24. März 1925 in Köln; † 27. Dezember 2016 in Kassel) war ein deutscher Maler, Bildhauer, Grafiker, Kurator und Hochschullehrer im Umfeld der Kasseler Schule. Er ist bekannt für seine zahlreichen grafischen Entwürfe von Briefmarken, Plakaten Postern und Signets sowie für Illustrationen.

## Ausbildung und Leben

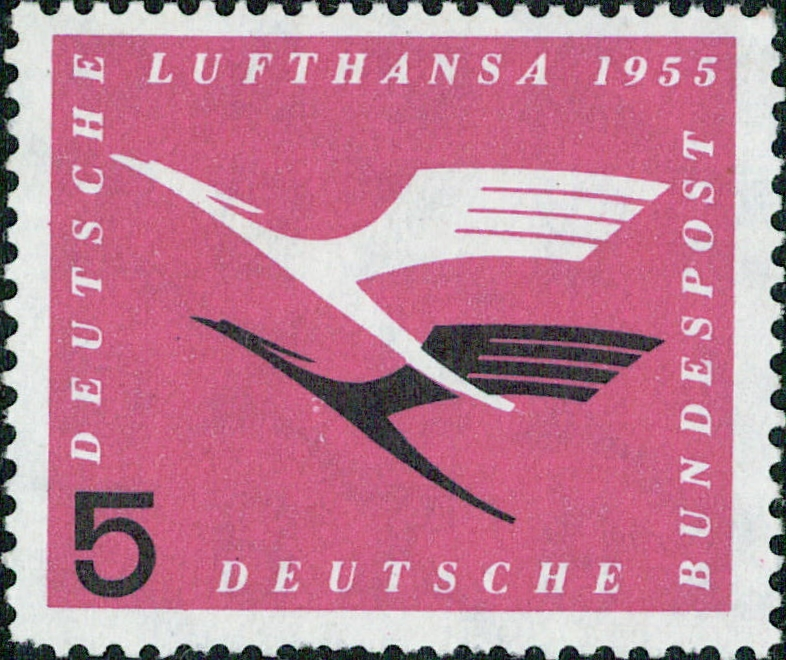
Briefmarke „Lufthansa“ von 1955

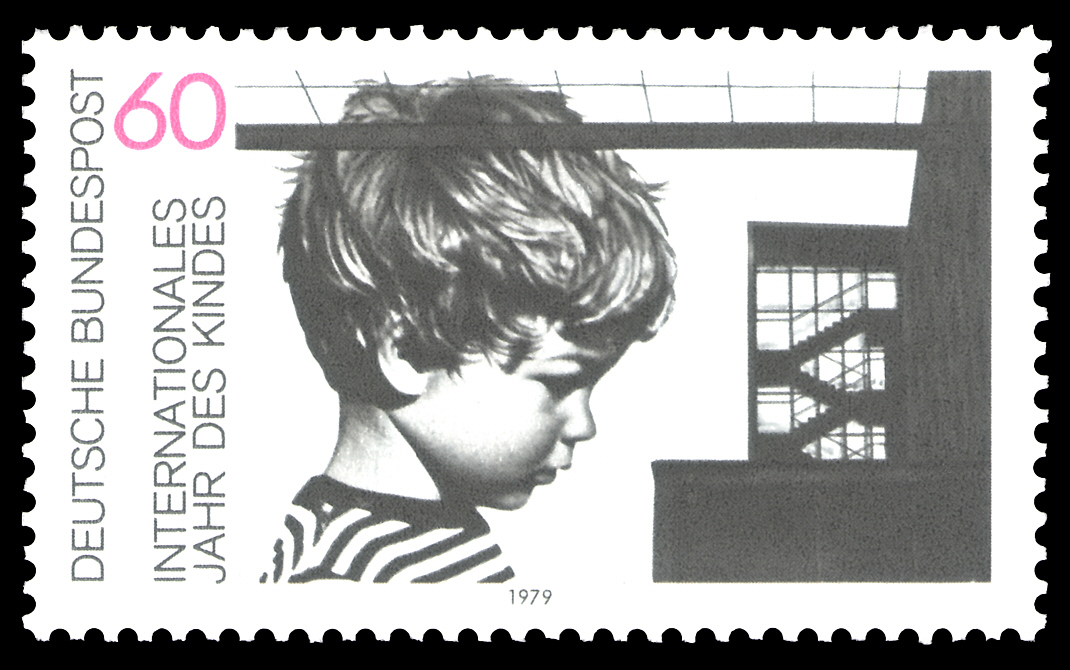
Briefmarke „Internationales Jahr des Kindes“ von 1979. Siehe auch Lebende Personen auf deutschen Briefmarken

Karl Oskar Blase beantragte am 31. Januar 1943 die Aufnahme in die NSDAP und wurde zum 20. April desselben Jahres aufgenommen (Mitgliedsnummer 9.476.004). Er wurde im gleichen Jahr zum Militär eingezogen und war 1945 in Kriegsgefangenschaft.
Blase studierte nach der Rückkehr aus der Kriegsgefangenschaft Grafik und Malerei in Wuppertal. Im Jahr 1950 gründete er zusammen mit Felix Müller das Atelier müller-blase. Von 1957 bis 1968 entwarf das Atelier müller-blase das Layout für die Zeitschrift „form“. Karl Oskar Blase entwarf als Art-Direktor bis 1968 fast sämtliche Cover der Zeitschrift. Von 1952 bis 1958 war Blase Leiter des Ateliers für die Ausstellungen der Amerikahäuser in Deutschland. Blase war ab 1952 Mitglied des Deutschen Werkbundes. Im selben Jahr hatte er seine erste Einzelausstellung im städtischen Museum Morsbroich in Leverkusen. 1959 kuratierte Karl Oskar Blase Albert Schindehüttes erste Ausstellung in seiner Galerie Archiv in Kassel.
Blase stellte in der Abteilung Graphik der documenta III und der documenta 8 aus. Das documenta-Signet zur d8 verblieb in seinem Garten in Kassel. In den Jahren 1968, 1972, 1977 und 1987 gestaltete er Plakate, Signets und Kataloge für die 4. documenta, documenta 5, documenta 6 und documenta 8. In den Jahren 1972 und 1977 drehte er die Videodokumentationen der documenta 5 und 6. 1991 kuratierte er Otto Heinrich Kühners Ausstellung Dienstagsbilder in Kassel.
Karl Oskar Blase war verheiratet mit der Innenarchitektin Marga Blase. Er hatte drei Söhne, Benjamin Blase, Christoph Blase und Boris Blase; Benjamin Blase war ebenfalls Grafiker und Maler, arbeitete zeitweise in dem Atelier seines Vaters, gestaltete Briefmarken und schuf Malereien.

## Grafiker und Plakatgestalter
Blase war als Gestalter zahlreicher prämierter Plakate tätig. Er gestaltete von 1966 bis 1978 Plakate für den Atlas-Filmverleih. Zudem schuf er die Plakate und das visuelle Erscheinungsbild des Staatstheaters Kassel. Im Jahr 1967 war er Mitglied des Gestalterteams für den deutschen Pavillon der EXPO in Montreal. Im Jahr 1997 entwarf er ein neues, zeitgemäßes Logo für die Stadt Kassel, das das seit den 1960er Jahren verwendete Kleeblatt ersetzte.

## Briefmarkengestalter
Von 1955 bis 1988 entwarf Blase verschiedene Briefmarken der Deutschen Bundespost. Unter anderem gestaltete er die Briefmarkenserie Fortschritt in Technik und Wissenschaft. Die Briefmarke zum Internationalen Jahr des Kindes 1979 zeigt ein Portraitfoto von Blases Sohn Boris. Von zahlreichen eingereichten Entwürfen Blases wurden mehr als 50 Briefmarken gedruckt.
Im Jahr 1988 wurde er Mitglied des Kunstbeirates beim Bundesministerium für Post und Telekommunikation, der über die Gestaltung der zu verausgabenden Marken entschied. Von 1992 bis 1997 war Blase Vorsitzender dieses Kunstbeirates.

## Hochschullehrer
Im Jahr 1958 wurde Blase Dozent an der Werkkunstschule Kassel. Er war Mitglied der Kasseler Schule der Plakatkunst, Buch- und Zeitschriftengrafik. Von 1964 war Blase Mitglied der Alliance Graphique Internationale (AGI). Blase war von 1966 bis zu seiner Emeritierung im Jahr 1992 Professor für Kunst und Visuelle Kommunikation an der Kunsthochschule Kassel.
Von 1976 bis 1981 war Blase, zusammen mit Ben Wagin, Initiator der Aktion Baumpate – Grün ist Leben in Berlin, Kassel und Basel.
Blase gestaltete die Glasskulptur zum Kasseler Bürgerpreis Das Glas der Vernunft.
2001 schuf Blase seine Grabanlage in der Künstler-Nekropole Kassel.
Karl Oskar Blase lebte und arbeitete in seinem Atelier in Kassel und wurde 2018 in der Künstler-Nekropole neben seiner verstorbenen Frau beigesetzt.

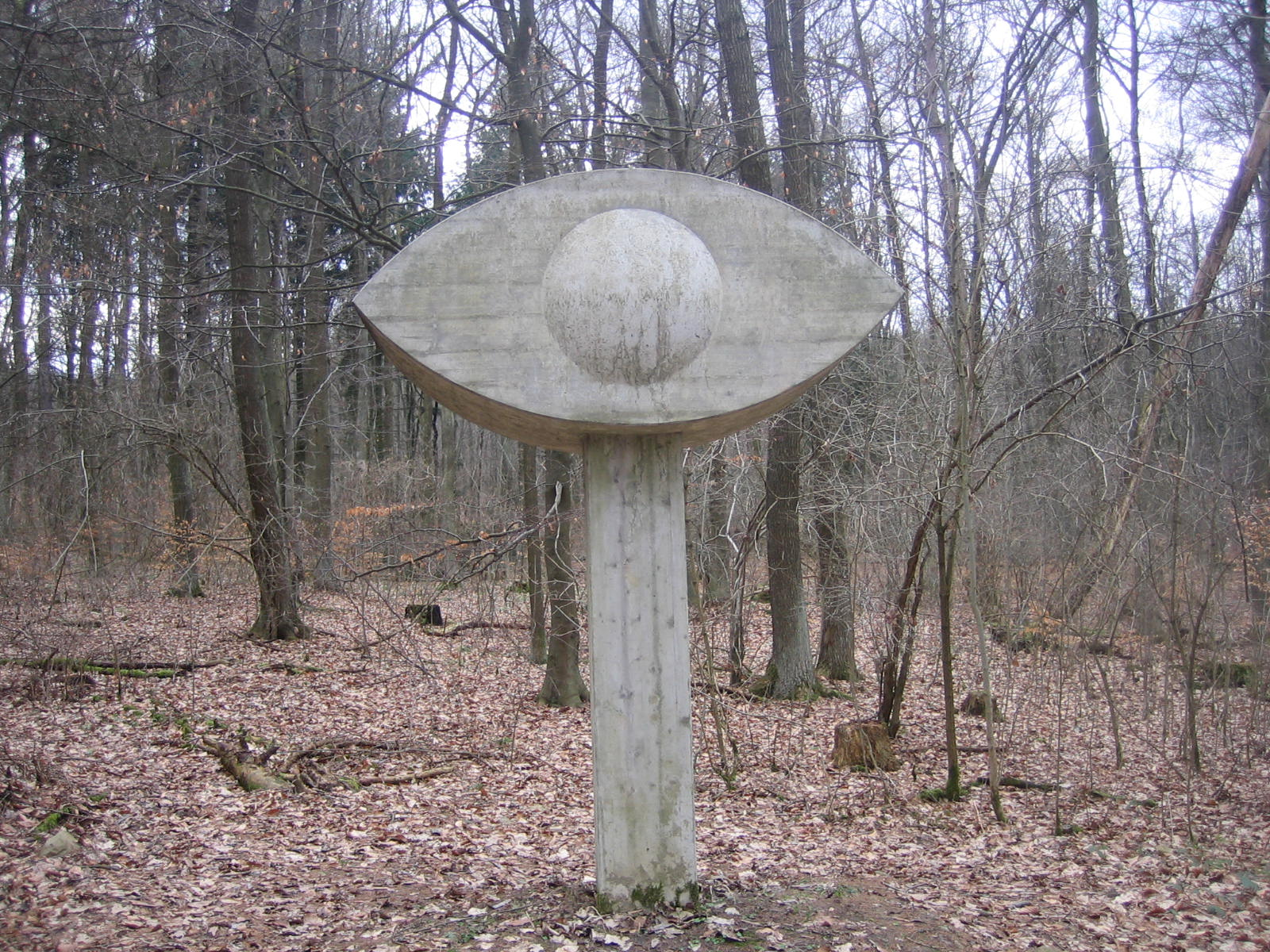
Grabanlage von Karl Oskar Blase in der Künstler-Nekropole

## Werk
Karl Oskar gestaltete Plakate, Grafiken und Briefmarken. Zudem war er Maler und Bildhauer. Er ging bei seinen bildnerischen Lösungen davon aus, dass Gebrauchsgraphik ein unlösbarer Teil der visuellen Kommunikation ist und so den Aspekten der modernen Kommunikationsgesellschaft folgen muss. Blase war Verfasser zahlreicher kunsttheoretischer Texte.

## Ehrungen und Auszeichnungen
- 1998 – Bundesverdienstkreuz 1. Klasse des Verdienstordens der Bundesrepublik Deutschland
- 2005 – Stadtmedaille der Stadt Kassel für sein Lebenswerk[8]
- 2015 – Wappenring der Stadt Kassel[9]

## Ausstellungen (Auswahl)
- 1952: Städtisches Museum Morsbroich Leverkusen
- 1957: Presseclub Bonn
- 1964: documenta 3 Kassel
- 1965: Landesmuseum Oldenburg
- 1966: Galerie 6 Berlin
- 1967: Kasseler Kunstverein
- 1968: 4. documenta Kassel
- 1969: Galerie 66 Hofheim; Galerie Ben Wargin Berlin
- 1970: Galerie Wendelin Niedlich, Stuttgart / Galerie Porta, Wuppertal
- 1971: Studio Kausch Kassel
- 1971: Musée Palais de l’Atenée Genf
- 1972: documenta 5 Kassel (Video) / Staatstheater Kassel (Plakate)
- 1974: Bonner Kunstverein
- 1977: documenta 6 Kassel (Video)
- 1981: Orangerie Kassel / Haus am Lützowplatz, Berlin
- 1983: Kunstverein Offenbach
- 1984: Kasseler Kunstverein / Galerie Circulus Bonn
- 1985: Kunststation Kleinsassen
- 1986: Kasseler Kunstverein / Kunsthaus am Museum Köln
- 1987: documenta 8. Kassel / Gesellschaft für Kunst und Gestaltung Bonn / Mönchehaus Museum für moderne Kunst Goslar
- 1989: Galerie für Industrie-Design und Kunst Lippstadt
- 1990: Gesellschaft für Kunst und Gestaltung Bonn
- 1992: Neue Galerie, Staatliche und Städtische Kunstsammlungen Kassel Zeichnungen 1964–67, 1989–91
- 1995: Karl Oskar Blase. Grafik Design von 45 bis 95. Deutsches Plakat Museum, Essen / Kasseler Kunstverein, Kassel
- 2001: Wiedervorlage d5 – eine Befragung des Archivs zur documenta 1972. documenta Archiv, Kassel Vektor – European Contemporary Art Archives, Wien (Video)
- 2002: Skandal und Mythos. Eine Befragung des Archivs zur documenta 5 (1972). basis wien – Kunst, Information und Archiv, Wien / documenta Archiv, Kassel / Kunsthalle Wien, project space, Wien / Vektor – European Contemporary Art Archives, Wien (Video)

## Schriften
- Texte über Kunst und visuelle Kommunikation, Kasseler Semesterbücher; München 1991, ISBN 3-88960-021-2.
- Wollten wir nicht Bilder machen? Künstlertagebuch eines langen Abschieds, Kassel 2006, ISBN 978-3-933617-25-5.
- Briefmarken-Design, hrsg. anlässlich des Vereinsjubiläums ‚100 Jahre Kasseler Philatelie 1881 – 1981‘ vom Verein für Briefmarkenkunde 1881 Kassel e. V.; Verlag für Philatelistische Literatur, Guxhagen 1981.